# Cylista
Cylista is een geslacht van zeeanemonen uit de klasse van de Anthozoa (bloemdieren).

## Soorten
- Cylista elegans (Dalyell, 1848) = Sierlijke slibanemoon
- Cylista lacerata (Dalyell, 1848)
- Cylista troglodytes (Price in Johnston, 1847) = Slibanemoon
- Cylista undata (Müller, 1778) = Weduweroos
- Cylista viduata (Müller, 1776)

Niet geaccepteerde soorten:
- Cylista coccinea (Müller, 1776) → Stomphia coccinea (Müller, 1776)
- Cylista impatiens (Couthouy in Dana, 1846) → Paractis impatiens (Couthouy in Dana, 1846)
- Cylista leuconela (Verrill, 1866) → Diadumene leucolena (Verrill, 1866)
- Cylista levolena → Diadumene leucolena (Verrill, 1866)
- Cylista parasitica (Couch, 1842) → Calliactis parasitica (Couch, 1842)